# Бломберг, Ваня
Ваня Хедвиг Дезидерия Бломберг (швед. Vanja Hedvig Desideria Blomberg, в замужестве Вебьёрн, швед. Webjörn; род. 28 января 1929, Гётеборг, Швеция) — шведская гимнастка, чемпионка мира, чемпионка Олимпийских игр 1952 года.

## Биография
Ваня Бломберг родилась в 1929 году в Гётеборге, выросла в Хускварне. В 1950 году она стала чемпионкой Швеции, также в составе сборной победила на чемпионате мира. В 1952 году на Летних Олимпийских играх в Хельсинки шведки выиграли золотую медаль в командных упражнениях с предметом, опередив сборную СССР и Венгрии с результатом 74,2 балла. На Летних Олимпийских играх в Мельбурне Бломберг была тренером сборной Швеции по гимнастике, получившей серебряную медаль. 
4 декабря 1958 года Ваня вышла замуж за Олофа Вебьёрна.